# 宮川良雄
宮川 良雄（みやがわ よしお、1975年 - ）は、日本のファッションデザイナー。京都府・京都市生まれ。

## 来歴
- 京都芸術短期大学ファッションデザインコース(現・京都造形芸術大学)在学中に数々のコンテストでグランプリを受賞
  - 京都、大阪のクラブでファッションショーを開催し、そのデザインが海外でも高く評価される。
- 1997年　京都芸術短期大学卒業後、ファッションブランドトランクメアリーを設立。デザイナーに就任
- 1998年　大阪コレクションに参加。神戸コレクションに出展
- 1998年　第一回KYOTOVOGUE（シアター1200　現・京都劇場）に参加
- 1999年　ガンダム20周年記念でのガンダムコスチュームデザインプロジェクトにデザイナーとして参加するが、その後トランクメアリーを脱退